# Jean-Baptiste Gourinat
Jean-Baptiste Gourinat,  né à Nice le 19 juillet 1964, est un philosophe français, spécialiste du stoïcisme antique. 

## Biographie
Ancien élève du lycée Thiers, il entre à l'École normale supérieure en 1985, est agrégé de philosophie (1988) et docteur en philosophie (1993). Depuis 1997, il est chercheur au CNRS en histoire de la philosophie ancienne au Centre Léon Robin (rattaché à l'université Paris IV). 
Dans ses recherches sur la philosophique antique, il a également travaillé sur les questions de logique philosophique de cette période (Aristote et les stoïciens), ainsi que sur les études modernes consacrées à cette thématique (Jan Łukasiewicz entre autres). 
Il est, depuis 2012, le directeur du Centre Léon Robin, après en avoir été directeur adjoint pendant six ans.

## Publications principales[3]
- Les stoïciens et l'âme, P.U.F., Paris, collection "Philosophies", 1996.
- Jean-Baptiste Gourinat, Premières leçons sur le Manuel d'Épictète, Paris, Presses universitaires de France, coll. « Major Bac », 1998, 121 p. (ISBN 978-2-13-048345-8)
- Gilbert Romeyer-Dherbey (dir.) et Jean-Baptiste Gourinat, Socrate et les socratiques, Paris, Vrin, 2001, 544 p. (ISBN 2-7116-1457-3)
- La Dialectique des stoïciens, Vrin, Paris, 2000. Thèse de doctorat.
- Les stoïciens, Vrin, Paris, 2005. Ouvrage codirigé avec Gilbert Romeyer-Dherbey.
- Le stoïcisme, Que sais-je?, Paris, Presses Universitaires de France, 2007.
- Lire les stoïciens (codirigé avec Jonathan Barnes), Paris, PUF, 2009.
- L’éthique du stoïcien Hiéroclès, édité par J.-B. Gourinat, Philosophie antique, Hors-série, 2016.
- Logique et dialectique dans l’Antiquité, édité par J.-B. Gourinat et J. Lemaire, Paris, Vrin, 2016.
- Plotin, Traité 20, Qu’est-ce que la dialectique ?, traduction et commentaire, Paris, Vrin, « Les écrits de Plotin », 2016.
- Les stoïciens et l'âme, 2e édition, Vrin, Paris, 2017.